# Tracy Mann
Tracy Mann (ur. 1957 r. w Adelaide Australia) – australijska aktorka telewizyjna, filmowa i teatralna.

## Życiorys
Zadebiutowała na szklanym ekranie w 1974 roku w operze mydlanej The Box. Rok później zadebiutowała na dużym ekranie w filmowej wersji serialu The Box. W roku 1980 wystąpiła w dramacie Hard Knocks za który otrzymała nagrodę dla najlepszej aktorki, przyznawanej przez Australijską Akademię Filmową.
W roku 1983 zagrała w dramacie Going Down występując u boku Claudii Karvan.
Wystąpiła w wielu popularnych w Australii jak i na całym świecie serialach m.in.: Cena życia, Sword of Honour czy A Country Practice. Największą popularność zdobyła występując w serialu Więźniarki, grając rolę Georgie Baxter.
W Australii jest popularną aktorką teatralną. Występowała na scenach m.in. Sydney, Adelaide czy Melbourne.

## Nominacje i nagrody
- Australijska Akademia Sztuk Filmowych i Telewizyjnych AFI/AACTA
  - 1980 wygrana za: Najlepsza aktorka, za film Hard Knocks
  - 1987 nominacja za: Najlepsza aktorka w miniserialu, za film Sword of Honour
  - 1990 nominacja za: Najlepsza aktorka w filmie telewizyjnym lub miniserialu, za film How Wonderful!
  - 1990 nominacja za: Najlepsza aktorka drugoplanowa, za film Hating Alison Ashley[1].

## Role filmowe i teatralne
Filmy 
- 1975: The Box jako Tina Harris
- 1980: Hard Knocks jako Samantha
- 1983: Going Down jako Karli
- 1988: Mila w cztery minuty jako Jill Webster
- 1989: How Wonderful! jako Gail
- 1993: Niezniszczalny Kelly jako panna Twisty
- 2005: Hating Alison Ashley jako Mama
- 2011: Śpiąca piękność jako kosmetyczka
- 2012: Jakieś pytania do Bena jako mama Bena

 Seriale 
- 1974: The Box jako Tina Harris
- 1981: Więźniarki – 12 odcinków, jako Georgie Baxter
- 1981: Holiday Island – 10 odcinków, jako Wendy Robinson
- 1984: Sweet and Sour – 20 odcinków, jako Carol Howard
- 1986: Sword of Honour – 4 odcinki, jako Esse Rogers
- 1986: Cyklon Tracy jako Connie
- 1988: Latający doktorzy – 5 odcinków, jako Penny Armstrong
- 1994-95: Janus – 12 odcinków, jako Tina Bertram
- 2002-08: Cena życia – 6 odcinków, jako Laura McDermott
- 2009: Powrót do raju – 5 odcinków, jako Rosemary de Jong
- 2011: Laid – 7 odcinków, jako Marion McVie
- 2013: Wonderland – 13 odcinków, jako Maggie Wilcox

 Role teatralne 
- 1971: Fun Is Creation - Union Hall – Adelaide
- 1991: The Removalists – The Wharf -  Walsh Bay
- 1993: Two Weeks with the Queen - Russell Street – Melbourne
- 2004: Minefields and Miniskirts - CUB Malthouse – Southbank
- 2008: Ruben Guthrie - Belvoir Street Downstairs Theatre – Surry Hills
- 2014: Noises Off - Sydney Opera House – Sydney[2]